# Chesias isabellae
Chesias isabellae là một loài bướm đêm trong họ Geometridae.